# Filipp Legostajew
Filipp Michajłowicz Legostajew, ros. Филипп Михайлович Легостаев (ur. w 1911 r. w wiosce Pawłowo w guberni wołogdskiej w Rosji, zm. 13 października 1999 r.) – radziecki działacz kultury fizycznej, zastępca szefa oddziału fizycznego przygotowania w sztabie Sił Zbrojnych Komitetu Wyzwolenia Narodów Rosji pod koniec II wojny światowej, emigracyjny działacz polityczny i kombatancki
Uczył się w Archangielsku, po czym pracował jako pomocnik piekarza. Następnie zamieszkał w Murmańsku. Pływał na trawlerach. Po pewnym czasie został sekretarzem ds. kultury fizycznej rady miejskiej Archangielska, a następnie kierownikiem biura kultury fizycznej północnej krajowej rady profsojuzu. Od 1932 r. studiował w Państwowym Centralnym Instytucie Kultury Fizycznej im. Stalina w Moskwie. Po jego zakończeniu wykładał kulturę fizyczną w wyższej szkole partyjnej przy Centralnym Komitecie Wszechzwiązkowej Partii Komunistycznej (bolszewików). W latach 1937–1939 był naczelnikiem grupy szkoleniowej dla instruktorów kultury fizycznej. We wrześniu 1939 r. uczestniczył w agresji Armii Czerwonej przeciwko Polsce, zaś jesienią 1939 r. i zimą 1940 r. w wojnie z Finlandią; w obu kampaniach wojennych pełnił funkcję dowódcy kompanii piechoty. Po zakończeniu wojny został członkiem komisji zajmującej się demarkacją granicy. Do 1941 r. był naczelnikiem oddziału kadr Wszechzwiązkowego Komitetu ds. Kultury Fizycznej i Sportu. W 1942 r. ponownie zmobilizowano go do armii. Zajmował funkcję I zastępcy oddziału operacyjnego w sztabie 8 dywizji strzeleckiej. W listopadzie tego roku przy przebijaniu się z okrążenia dostał się do niewoli niemieckiej i trafił do obozu jenieckiego pod Rosławiem. Tam podjął kolaborację z Niemcami, wstępując do Rosyjskiej Armii Wyzwoleńczej. Został szefem oddziału przygotowania fizycznego w szkole propagandystów ROA w Dabendorfie pod Berlinem. Został mianowany majorem ROA. Pod koniec 1944 r. objął funkcję zastępcy szefa oddziału fizycznego przygotowania w sztabie Sił Zbrojnych Komitetu Wyzwolenia Narodów Rosji. Jednocześnie był współorganizatorem i przewodniczącym Związku Młodzieży Narodów Rosji. Po zakończeniu wojny zamieszkał w Monachium. Od 1949 r. był członkiem kierownictwa Związku Walki o Wyzwolenie Narodów Rosji (SBONR). Został też szefem sztabu Związku Bojowników Ruchu Wyzwoleńczego (SWOD). W 1951 r. wyjechał do Wenezueli. W 1952 r. w Caracas założył instytut fizycznych metod leczenia, zaś w 1958 r. – szkołę masażu leczniczego. Został nagrodzony za to wysokim odznaczeniem wenezuelskim. Jednocześnie prowadził polityczną działalność emigracyjną. Od 1975 r. był p.o. przedstawiciela SWOD w Wenezueli.